# 高旗
高旗（1968年2月26日—），汉族，北京人，中国音乐家，以其独特高亢音色活跃于摇滚乐领域。有“中国摇滚偶像”之称。

## 生平
高旗生于北京，从初中2年级开始弹吉他。1985年，受披头士乐队的音乐的影响，参加了‘奥琪吉他选拔赛’。和曹平曹钧兄弟相识。1987年三人举办了第一次演唱会，并计划组建乐队。当时，有张炬、朱佳、周松等成员。结果，年底就解散了。1988年，下决心专注音乐，放弃了大学学业，在白天使乐队活动了一年。年底，和曹钧组建乐队，第二年正式起名呼吸乐队，结果，因为高旗倾向重金属而于1991年离队。
1991年秋天，组建超载乐队，奠定了激流金屬风格。1998年的第二张专辑开始，开始使用高旗&超載作为正式名称。2005年与北京水木同创文化发展有限公司签约。
触电方面，1999年出演了连续剧“将爱情进行到底”中的‘小春’一角，而2006年又出演了电影“独自等待”。

## 出版专辑
- 请参考超载乐队。